# Список дипломатичних місій у КНР

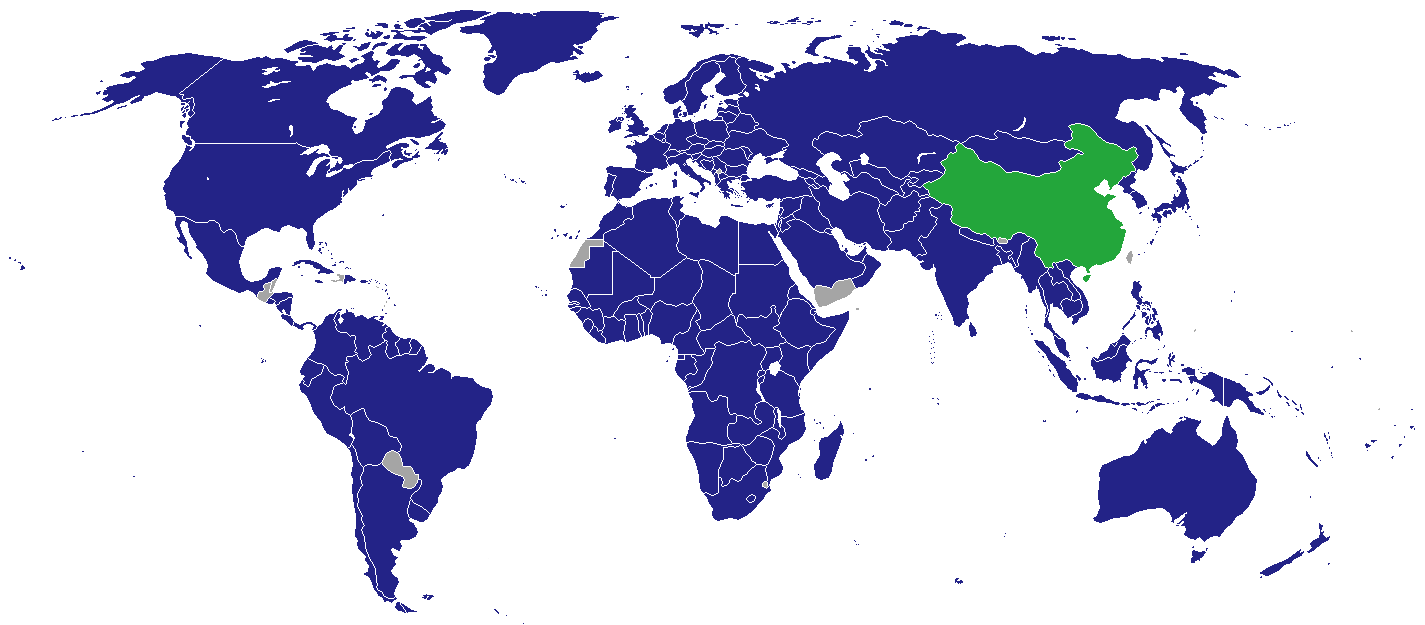
Дипломатичні місії в Китайській Народній Республіці

Список дипломатичних місій в Китайській Народній Республіці. На даний час у столиці КНР Пекін відкрито 163 посольства.

## Посольства
Пекін
| - Афганістан - Албанія - Алжир - Ангола - Аргентина - Вірменія - Австралія - Австрія - Азербайджан - Багамські Острови - Бахрейн - Бангладеш - Барбадос - Білорусь - Бельгія - Бенін - Болівія - Боснія і Герцеговина - Ботсвана - Бразилія - Бруней - Болгарія - Бурунді - Камбоджа - Камерун - Канада - Кабо-Верде - Центральноафриканська Республіка - Чад - Чилі - Колумбія - Республіка Конго - ДР Конго - Коста-Рика - Кот-д'Івуар - Хорватія - Куба - Кіпр - Чехія - Данія - Джибуті | - Домініка - Еквадор - Єгипет - Екваторіальна Гвінея - Еритрея - Естонія - Ефіопія - Фіджі - Фінляндія - Франція - Габон - Грузія - Німеччина - Гана - Греція - Гренада - Гвінея - Гвінея-Бісау - Гаяна - Угорщина - Ісландія - Індія - Індонезія - Іран - Ірак - Ірландія - Ізраїль - Італія - Ямайка - Японія - Йорданія - Казахстан - Кенія - Північна Корея - Південна Корея - Кувейт - Киргизстан - Лаос - Латвія - Ліван - Лесото | - Ліберія - Лівія - Литва - Люксембург - Північна Македонія - Мадагаскар - Малаві - Малайзія - Мальдіви - Малі - Мальта - Мавританія - Маврикій - Мексика - Федеративні Штати Мікронезії - Молдова - Монголія - Чорногорія - Марокко - Мозамбік - М'янма - Намібія - Непал - Нідерланди - Нова Зеландія - Нігер - Нігерія - Норвегія - Оман - Пакистан - Палестина - Папуа Нова Гвінея - Перу - Філіппіни - Польща - Португалія - Катар - Румунія - Росія - Руанда - Самоа | - Саудівська Аравія - Сенегал - Сербія - Сейшельські Острови - Сьєрра-Леоне - Сінгапур - Словаччина - Словенія - Сомалі - ПАР - Південний Судан - Іспанія - Шрі-Ланка - Судан - Суринам - Швеція - Швейцарія - Сирія - Таджикистан - Танзанія - Таїланд - Східний Тимор - Того - Тонга - Туніс - Туреччина - Туркменістан - Уганда - Україна (Посольство України в КНР) - ОАЕ - Велика Британія - США - Уругвай - Узбекистан - Вануату - Венесуела - В'єтнам - Ємен - Замбія - Зімбабве |

### Місії
- Європейський Союз (Представництво)
- (Тайванська Туристична асоціація)

## Генеральні консульства/Консульства
Ченду
- Франція
- Німеччина
- Південна Корея
- Пакистан
- Філіппіни
- Сінгапур
- Австрія
- Таїланд
- США

Чунцін
- Камбоджа
- Канада (Консульство)
- Данія (Консульство)
- Угорщина
- Японія
- Філіппіни
- Велика Британія

Далянь
- Японія (Branch Office of Consulate General in Shenyang)

Даньдун
- -  Північна Корея (Консульський офіс Генерального консульства в Шеньяні)

Ерен-Хото
- Монголія (Консульство)

Гуанчжоу
| - Аргентина - Австралія - Австрія - Бельгія - Бразилія - Камбоджа - Канада - Чилі - Куба - Данія - Еквадор - Ефіопія - Франція - Німеччина - Греція - Індія - Індонезія - Ізраїль - Італія - Японія | - Південна Корея - Кувейт - Малайзія - Мексика - Нідерланди - Нова Зеландія - Норвегія - Пакистан - Філіппіни - Польща - Росія - Сінгапур - Іспанія - Австрія - Швейцарія - Таїланд - Туреччина - Велика Британія - США - В'єтнам |

Хух-Хото
- Монголія

Гонконг
Jinghong
- Лаос (Consular Office of Consulate General in Kunming)

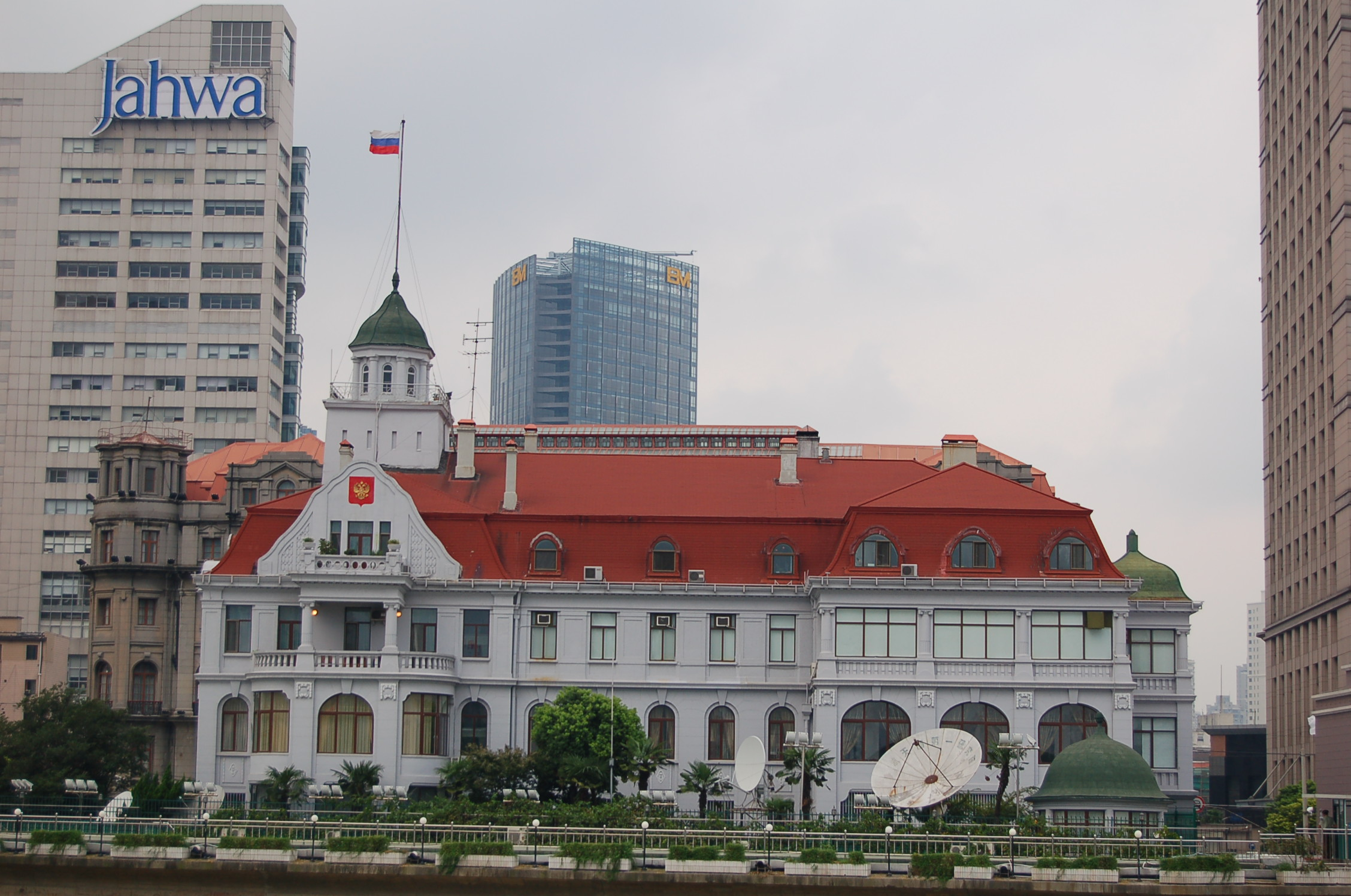
Генеральне консульство Росії в Шанхаї

Куньмін
- Камбоджа
- Лаос
- Малайзія
- М'янма
- Таїланд
- В'єтнам

Лхаса
- Непал

Макао
- Ангола
- Філіппіни
- Португалія

Наньнін
- Камбоджа
- Лаос
- М'янма
- Таїланд
- В'єтнам

Ціндао
- Японія
- Південна Корея

Шанхай
| - Аргентина - Австралія - Австрія - Бельгія - Бразилія - Болгарія - Камбоджа - Канада - Чилі - Колумбія - Куба - Чехія - Данія - Еквадор - Єгипет - Фінляндія - Франція - Німеччина - Греція - Угорщина - Індія - Іран - Ірландія - Ізраїль - Італія - Японія - Казахстан - Південна Корея - Люксембург - Малайзія - Мексика | - Монголія (Консульство) - Нідерланди - Нова Зеландія - Нігерія - Норвегія - Пакистан - Перу - Філіппіни - Польща - Португалія - Румунія - Росія - Сербія - Сінгапур - Словаччина - ПАР - Іспанія - Шрі-Ланка - Швеція - Швейцарія - Таїланд - Туреччина - Україна - ОАЕ - Велика Британія - США - Уругвай - Узбекистан - Вануату - Венесуела - В'єтнам |

Шеньян
- Франція
- Японія
- Північна Корея
- Південна Корея
- Росія
- США

Урумчі
- (Консульство)

Ухань
- Франція
- Південна Корея
- США
- Велика Британія

Сямень
- Філіппіни
- Сінгапур
- Таїланд

Сіань
- Південна Корея
- Малайзія
- Таїланд